# Освајачи олимпијских медаља у софтболу
Софтбол на Олимпијским играма се појавио у програму на Олимпијским играма у Атланти 1996. године, само у женској конкуренцији и од тада до данас је остао стандардно у програму Игара.
Освајачи олимпијских медаља у овом спорту приказани су у следећиј табели:
| Олимпијске игре | Злато            | Сребро           | Бронза     |
| Атланта 1996.   | Сједињене Државе | Кина             | Аустралија |
| Сиднеј 2000.    | Сједињене Државе | Јапан            | Аустралија |
| Атина 2004.     | Сједињене Државе | Аустралија       | Јапан      |
| Пекинг 2008.    | Јапан            | Сједињене Државе | Аустралија |
| Токио 2020.     | Јапан            | Сједињене Државе | Канада     |

## Биланс медаља
|    | Држава           | Злато | Сребро | Бронза | Укупно |
| 1. | Сједињене Државе | 3     | 2      | -      | 5      |
| 2. | Јапан            | 2     | 1      | 1      | 4      |
| 3. | Аустралија       | -     | 1      | 3      | 4      |
| 4. | Кина             | -     | 1      | -      | 1      |
| 5. | Канада           | -     | -      | 1      | 1      |
|    | Укупно (5)       | 5     | 5      | 5      | 15     |